# Adenia venenata
Adenia venenata là một loài thực vật có hoa trong họ Lạc tiên. Loài này được Forssk. mô tả khoa học đầu tiên năm 1775.